# Musique chinoise
 (septembre 2014).
 (février 2017).
Si vous disposez d'ouvrages ou d'articles de référence ou si vous connaissez des sites web de qualité traitant du thème abordé ici, merci de compléter l'article en donnant les références utiles à sa vérifiabilité et en les liant à la section « Notes et références ».
La musique chinoise est une forme essentielle de l'art chinois, très ancienne et très variée. Elle s'est développée indépendamment des musiques de l'Ouest asiatique, généralement modales (maqâm turco-arabe, dastgâh persan ou râga indien), bien qu'elles aient eu une influence par certains instruments (comme le yangqin). Elle est également influencée par les peuples d'Asie centrale (Turcs et Mongols) avec le erhu (二胡, « deux (cordes) barbares »), instrument omniprésent.
Les religions de la Chine déjà variées subissent l'influence du bouddhisme qui fut syncrétisé avec le confucianisme et le taoïsme pour former le chan (禅), appelé zen au Japon, les régions traditionnellement plus animistes ou chamanistes ont également subi l'influence d'autres religions. Certaines régions de la Chine évoluent par exemple vers l'Islam et l'on retrouve des mosquées sur l'ensemble du territoire chinois, ils s'inprègnent et enrichissent donc de nombreuses cultures voisines, comme la majorité des cultures. En raison de l'ampleur du territoire, les musiques chinoises englobent des types de musiques régionales très variées.

## Musique traditionnelle

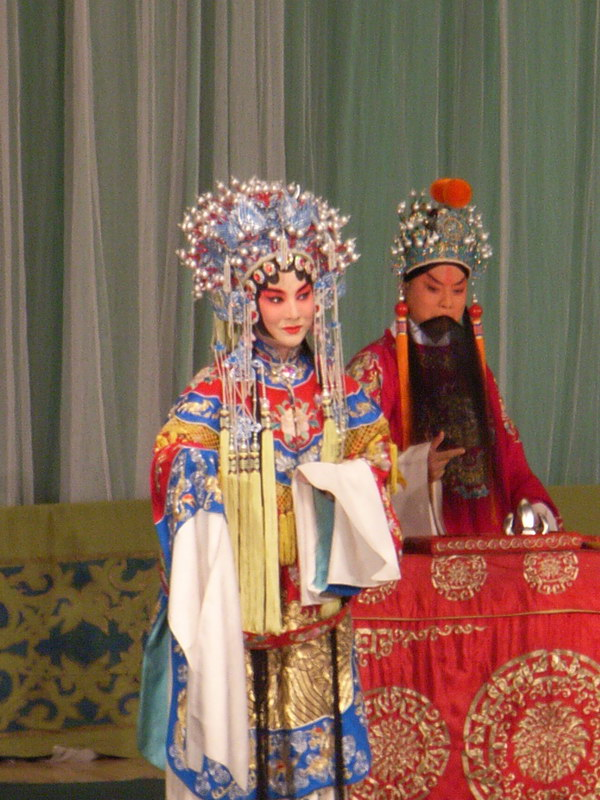
Opéra à Beijing

Des témoignages archéologiques attestent du développement de la musique chinoise dès la dynastie Zhou (1122 à 256 av. J.-C.). Le diapason (alors un tuyau de flûte) était considéré comme un élément stratégique en ce temps-là, et seul l'empereur le détenait. Une fois par an, il allait écouter les orchestres de ses provinces et vérifier la bonne tenue de leurs musiques. Si elles déviaient du diapason, il y avait danger d'agitation sociale, car cette déviation musicale était un signe avant-coureur de l'autre. Si au contraire, elles se conformaient au diapason, l'empereur pouvait repartir confiant.
Le Bureau de musique impérial, établi à partir de la dynastie Qin (-221,-207), se développe considérablement sous l'empereur Han Wudi (-140,-87), et fut chargé de superviser la musique de Cour, la musique militaire, et de décider des musiques populaires qui pouvaient être officiellement reconnues. Dans les dynasties suivantes, le développement musical subit fortement les influences étrangères, notamment celles d'Asie centrale.
D'après Mencius, un puissant lui avait demandé s'il était moral qu'il préfère la musique populaire à la musique classique : la réponse fut que seul le plaisir qu'on y prend compte.
La notation de la musique chinoise se fait désormais à l'aide du jianpu, un système à chiffres. Les mélodies perçues en Occident comme typiquement chinoises sont celles déclinées sur le mode pentatonique. Les petits orchestres urbains sont constitués selon la classification sizhuyue (« bambou et soie »), en vertu de la composition de leur orchestration. On distingue tout autant dans la musique instrumentale que dans l'opéra, la musique wenchang ou wenban traitant du répertoire lyrique mélodique civil et le wuchang ou wuban traitant du répertoire percussif martial.

### Fanbai
Le fanbai (梵呗 / 梵唄, fànbài) est le chant liturgique bouddhiste apparu au IVe siècle et psalmodié en sanskrit par les prêtres chinois à différents moment de la journée. Il est parfois accompagné de percussions. Il est à l'origine du Shōmyō japonais.

### Yayue
Le yayue (雅乐 / 雅樂, yǎyuè) est l'ancienne musique de Cour chinoise jouée par l'élite des lettrés.

### Guyue
Le guyue (古乐 / 古樂, gǔyuè) est lui aussi une ancienne forme de musique de Cour chinoise sous la dynastie Tang, à Chang'an. Elle se scinde en : ge zhang (le style chanté), taoqu (le style instrumental joué par un petit ensemble) et saoqu (comprenant des pièces instrumentales diverses). Ces deux derniers se rencontrent encore dans les longues musiques assises (zuoyue) cérémonielles, alors que seul le saoqu figure au répertoire des courtes musiques debout (xinqyue).

### Opéra
Il existe bien des variétés d'opéras et de théâtres en Chine. Le kunqu en étant l'une des formes les plus anciennes. La forme d'opéra de Pékin est l'une des plus célèbres, mais chaque région à sa forme d'opéra.

## Musique régionale
En raison de l'immensité de son territoire, il existe une grande variété de régionalismes en Chine. Certains genres ou styles se rencontrent toutefois sur l'ensemble du pays. On peut y distinguer notamment dans tout le sud les houzi ou chants de travail, et les shange ou chants de divertissement. Dans le nord on trouve les yangge ou chants agraires.

### Guchui yue
Le  guchui yue (鼓吹乐) ou chuida yue (吹打乐), il s'agit d'un ensemble populaire de vents et percussions usant selon les régions des hautbois guanzi, shuangguan ou suona. Son appellation varie en fonction de sa composition et de sa situation : chuigu shou (吹鼓手), guyue ban, shifan, longchui... Le sheng guan est composé de l'orgue à bouche sheng, du hautbois guanzi, de la flûte dizi et de percussions qui jouent de la musique rituelle bouddhiste ou taoïste dans la rue, dans les fêtes calendaires ou à l'occasion des mariages et funérailles, etc.

### Fujian
La musique courtoise nanyin ou nankouan, qui remonte au XVIe siècle, caractérise cette région du sud-est. Elle est constituée de romances ou ballades (k'in) épiques dédiées au prince Meng Chang. Le chanteur s'accompagne à l'aide de tablettes de bois et est secondé par deux luths, une vièle, une flûte, un hautbois et des percussions. La ballade a une forme fixe et comprend un prélude et un postlude instrumentaux qui encadrent le chant dont le rythme et la mélodie sont règlementés. Ce genre se retrouve aussi à Taïwan.
Le fujian qingyin désigne la musique urbaine « élégante » de cette région.

### Guangdong
L'opéra cantonais est classé au patrimoine mondial de l'UNESCO.
Le chaozhou xianshi est un ensemble à cordes caractéristique de l'Est de la province du Guangdong dans la culture dite « 'Teochew (de Chaozhou et Shantou).
Le guangdong xiaoqu est un style de chant de Canton, la capitale provinciale.

### Guangxi

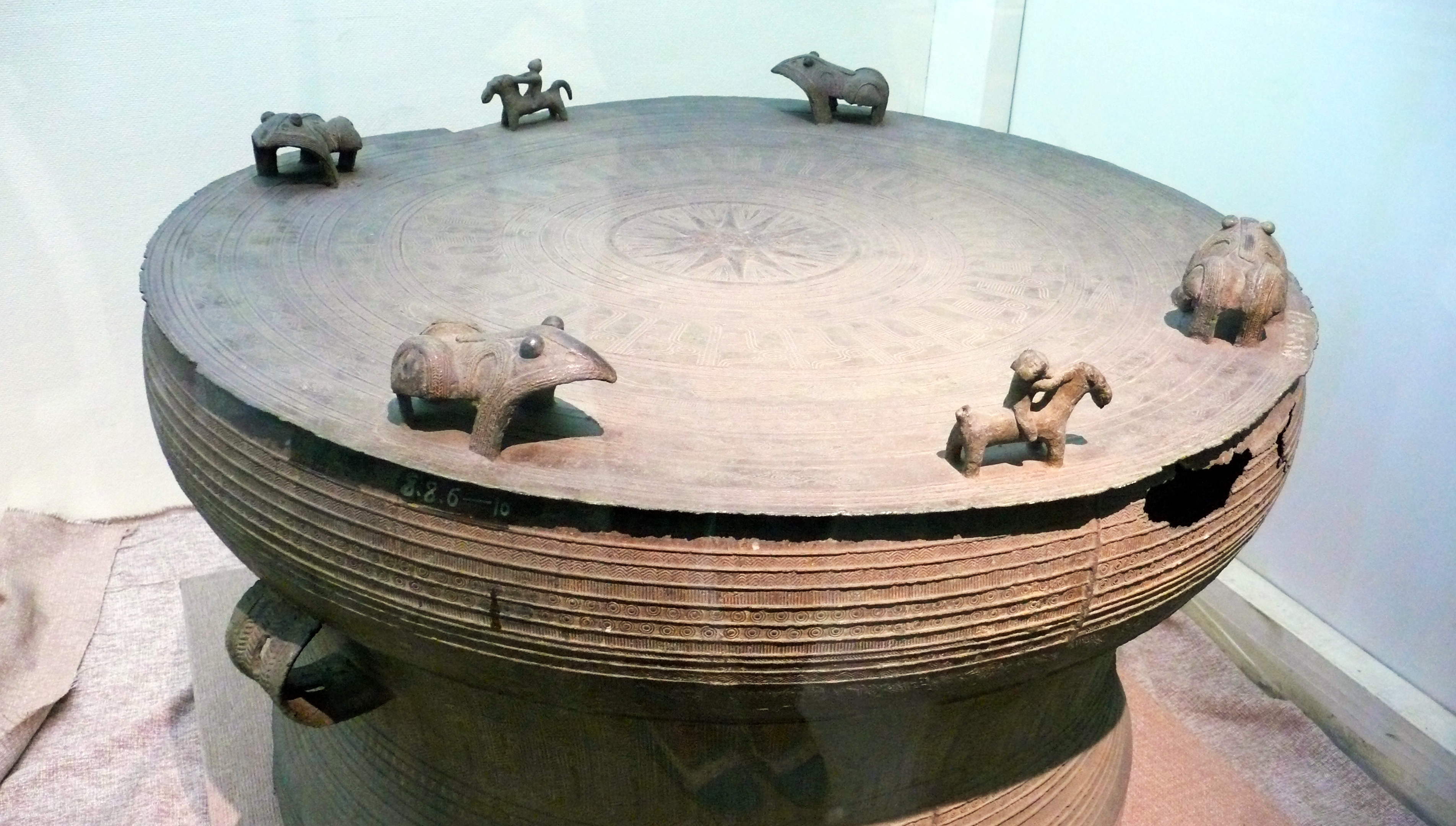
Percussion zhuang en bronze.

Le Guangxi est une région autonome des Zhuang, la deuxième plus importante population de Chine. Cette région autonome comporte également un certain nombre d'autres minorités, créant une mosaïque de cultures et de musiques. Le Zhuang, utilisent différentes percussion métalliques dont certaines en bronze, d'autres en forme de poisson. Le tianqin est un instrument zhuang proche du đàn tính vietnamien.

### Hunan et Hubei
- Huaguxi (« opéra des fleurs et tambours »), opéra folklorique dansant commun à ces deux provinces. Il existe également des minorités Miao et Tujia en assez grand nombre dans ces deux provinces, ayant leurs propres répertoires musicaux folkloriques.

### Guizhou

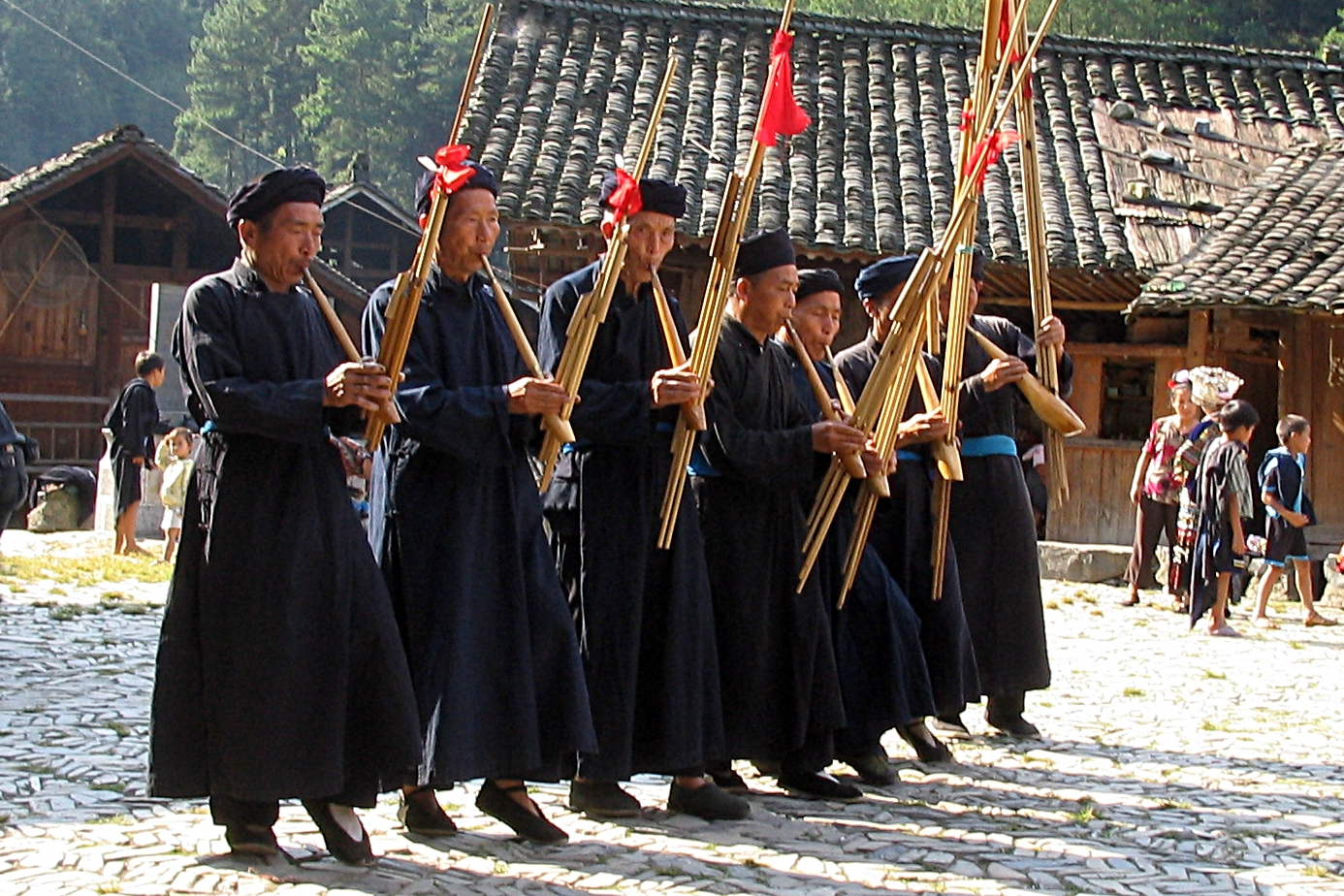
Miaos jouant du sheng.

Le chant « volant » feige caractérise la musique des Hmongs. Il s'agit d'une sorte de yodel pratiqué dans les régions montagneuses, permettant une communication à longues distances de thèmes d'amour. Ces chants interviennent lors de fêtes calendaires (youfang) où les jeunes échangent leurs sentiments sous forme de chants antiphoniques, accompagnés parfois de l'orgue à bouche lusheng.
Les Hmongs se servent aussi de feuilles d'arbres placées entre leurs lèvres, pour produire une musique nommée cugenao.

### Shaanxi
La capitale du Shaanxi, Xi'an était la capitale Chang'an de la dynastie Tang, dynastie dont le rayonnement culturel s'est diffusé sur l'ensemble de l'extrême orient, par ses arts, que ce soit par l'écriture des Hans, la peinture, mais aussi la musique et ses instruments.

### Shanghai
Le jiangnan sizhu est une musique typique « du sud du fleuve » de la ville jouée sur un quartette « soie et bambou ».

### Shanxi
Le Shanxi est une région de tradition musicale paysanne, chantée. Le suona y est un instrument important de la musique rituelle.

### Sichuan
Le qingyin est une ballade narrative du XVIIIe siècle caractérisant le Sichuan. Un chanteur usant de claquettes en bois déclame une épopée accompagné au luth pipa.
Le sichuan yangqin est aussi un chant narratif mais joué essentiellement à la cithare yangqin.

### Taïwan
La musique de Taïwan est très proche de la musique de la Chine continentale. La domination japonaise, pendant sa colonisation (1895 — 1945) a également eu une influence sur cette musique. Il y existe toutefois des traditions particulières liées aux aborigènes de l'île. Le pasibutbut est un chant polyphonique des Bununs destiné à un rituel agricole.

### Région autonome du Tibet et aires culturelles tibétaines
Dans la région autonome du Tibet (Xizang) et les subdivisions administratives autonomes tibétaines des provinces du Qinghai, Sichuan, Yunnan et Ganzu, la musique tibétaine occupe une place importante, qu'il s'agisse de musique sacrée, inspirée du bouddhisme tibétain, ou de musique folklorique et populaire, accompagnant les danses où l'on tourne en rond.

### Xinjiang
Les principaux peuples du Xinjiang, sont des peuples turco-mongols. Les Ouïghours, les Kazakhs et Kirghizes, tous turcophones, dont une importe partie est de culture musulmane. Il existe également des Tadjiks de culture persane, qui partagent avec les peuples turcs le maqâm, musique microtonale. Certains peuples turques pratiquent aussi des musiques pentatoniques, qui sont d'avantages liées= au courants chamaniques de l'Altaï, situé au Nord du Xinjiang. Les Mongols oïrats, principalement bouddhistes, comportant certains syncrétismes avec le tengrisme, chamanisme turco-mongol, pratiquent plus traditionnellement la musique mongole qui est également une musique pentatonique.

### Yunnan

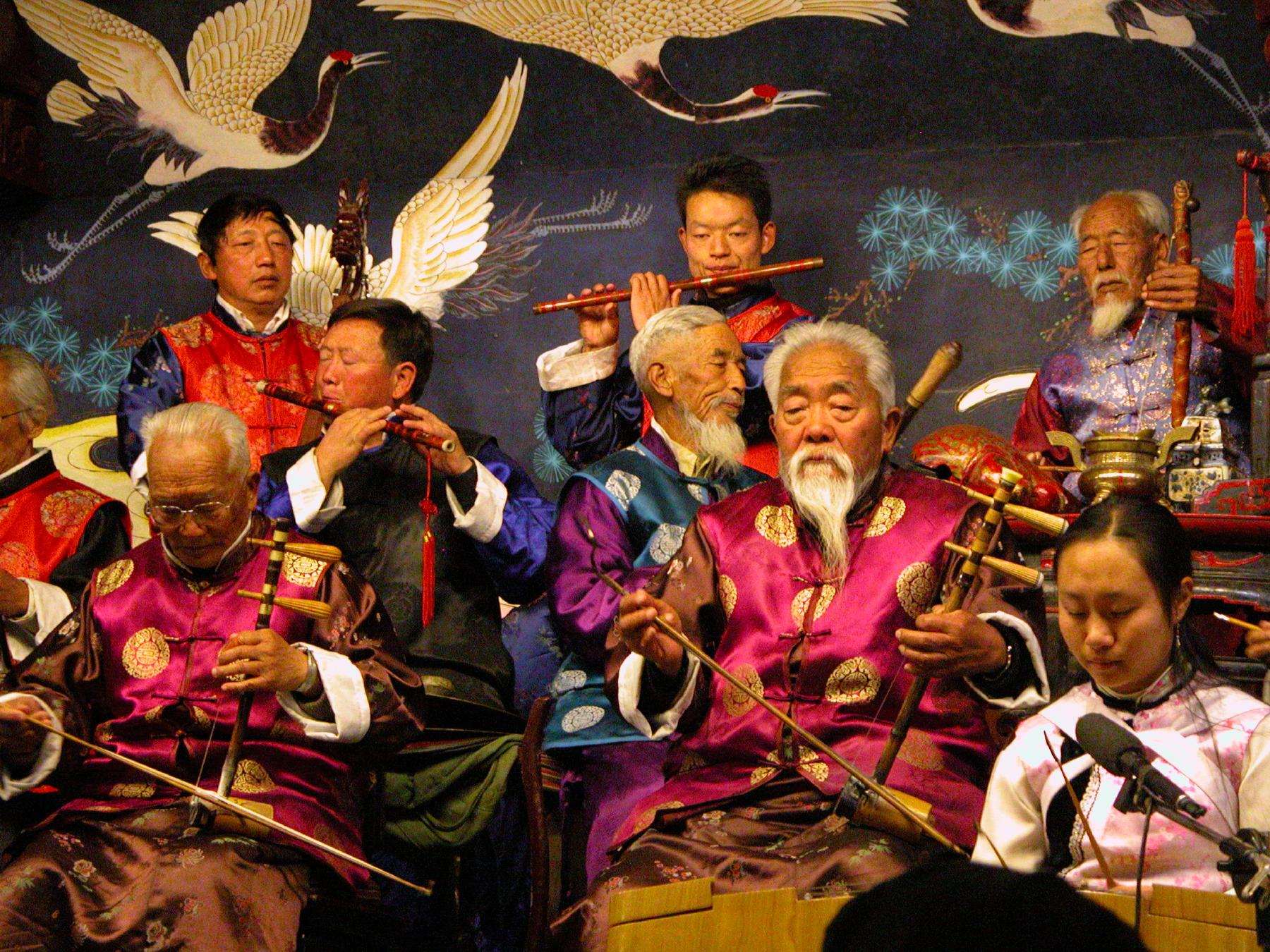
Orchestre traditionnel naxi.

La province du Yunnan est peuplée d'un grand nombre de minorités ayant chacune les styles musicaux. La population Han parle le mandarin du Sud-Ouest, comme dans les provinces voisines du Sichuan, Hubei et Hunan et différents autres traits culturels communs. On retrouve également un certain nombre de minorités communes à ces provinces, comme les Miaos (dont les Hmongs) ou plus rarement les Tujias.
La musique religieuse dongjing du peuple peuple Naxi caractérise le centre Nord de cette région depuis le XIIIe siècle. Il s'agit de divers types de chants de louanges accompagnés d'un groupe instrumental composé de 15 à 36 musiciens. Les rites taoïste, confucéen et bouddhiste se mélangent ici. Ces musiques sont exécutées lors de fêtes calendaires ou à l'occasion de naissance ou de deuil. Interdit par la Révolution culturelle, il renaît peu à peu sous forme d'un répertoire varié.
Le peuple Naxi, de culture dongba, joue de la musique traditionnelle à la fois folklorique et savante typique à cette culture en petit groupe d'une trentaine de personnes dans la région de Lijiang au Nord du Yunnan depuis le XIVe siècle
Au Sud du Yunnan, le peuple Dai, d'origine thaïlandaise, utilise entre autres instruments, le hulusi, instrument utilisant une calebasse d'où sortent des tubes de flûte, dont le son tiré d'une anche mobile est très feutré, à l'image de la douceur de la population. Le sheng, notamment utilisé par les Miaos, au son assez proche, un autre instrument à anche mobile, faite de tubes verticaux et commun à cette région du Sud du Yunnan, mais aussi aux pays qui lui sont frontaliers que sont le Laos et le Vietnam.
Plus au Nord, sur le plateau du Tibet, la population de culture tibétaine et mongole, jouent de la musique traditionnelle tibétaine et mongole.

### Zhejiang
L'Opéra Yue (越剧 / 越劇, yuèjù) est joué à Shengzhou (ville-district situé à Shaoxing), mais également à Shanghai.

## Instruments traditionnels

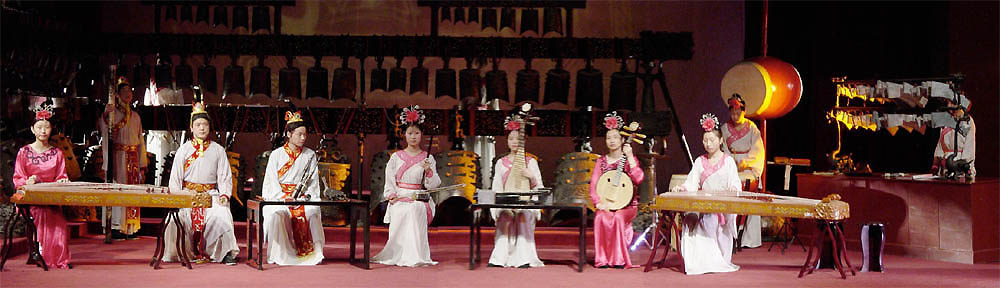
Instruments de musique chinoise.

La musique instrumentale chinoise est jouée en solo ou dans de petits ensembles de cordes frottées ou pincées, de flûtes, de cymbales variées et de percussions. Les flûtes de bambou et le guzheng sont parmi les instruments les plus anciennement connus ; un ensemble de cloches chinoises très anciennes a récemment été mis au jour. Les instruments sont traditionnellement divisés en fonction de leur matériau de composition : peau, calebasse, bambou, bois, soie, argile, métal et pierre. Les orchestres traditionnels chinois sont composés de cordes frottées, de vents en bois, de cordes pincées et de percussions. Le plus ancien texte concernant la musique est attribué à Confucius. C'est sous les Tang que nous est parvenue une riche documentation sur la musique chinoise.
En Chine ancienne, le statut des musiciens était beaucoup plus bas que celui des peintres, étant donné le culte de la chose écrite caractéristique de la culture chinoise. La théorie musicale n'était pas très développée pour cette raison, bien que chaque empereur ou presque ait sérieusement étudié la musique. Des officiers étaient envoyés collecter la musique populaire pour mesurer l'humeur du peuple. Un des classiques confucéens, le Classique des Poèmes, contenait un grand nombre de chansons populaires datant de 800 à 300 av. J.-C..

### Instruments à vent
- Bāngdí (梆笛)
- Bawu (巴烏)
- Dízi ou Zhudi (竹笛)
- Dòngxiāo (洞簫)

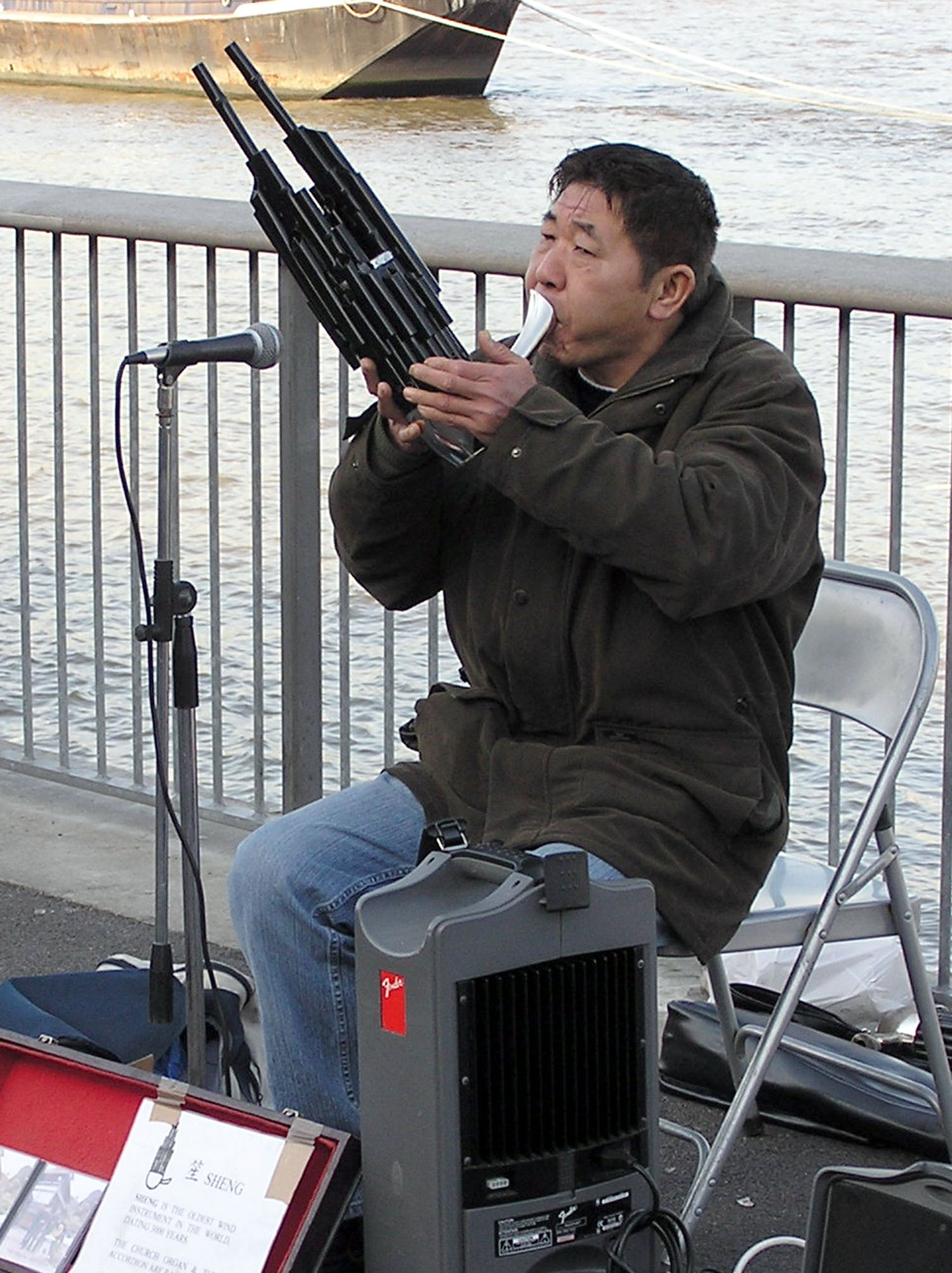
Joueur de sheng

- Guanzi (管子) ou bili ou luguan (蘆管)
- Hulusheng (葫蘆笙)
- Hulusi (葫蘆絲)
- Koujing
- Lusheng (蘆笙)
- Mangtong (芒筒)
- Paixiao (排簫)
- Sheng (笙)
- Shuangguan (雙管)
- Suŏnà (嗩吶) ou Haidi (海笛)
- Tongqin (筒欽)
- Xiao (簫)
- Yu (芋)

### Instruments à cordes frottées

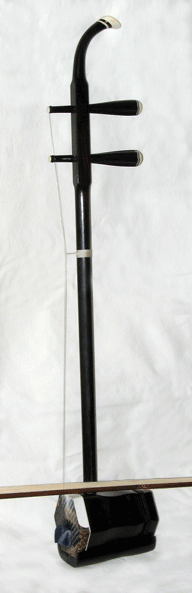
Erhú

La famille des huqin est une des plus importantes.
- Aijieke (艾捷克)
- Huqin (胡琴, famille d'instrument)
  - Banhu (板胡)
  - Dihu (低胡)
    - Xiaodihu (小低胡) ou dahu (大胡) ou cizhonghu
    - Zhongdihu (中低胡)
    - Dadihu (大低胡)

  - Daguangxian (大廣弦)
  - Datong (大筒)
    - Datongxian (大筒弦)

  - Dixianqin (低絃琴)
  - Erhu (二胡)
    - Jingerhu (京二胡)

  - Erxian (二弦)
  - Gaohu (高胡)
  - Gehu (革胡)
    - Diyingehu (低音革胡) ou digehu ou beigehu 倍革胡)

  - Huer (胡爾)
  - Huluhu (葫蘆胡)
  - Jiaohu (角胡)
  - Jinghu (京胡)
    - Zangjinghu ( 藏京胡) Joueur d'erhu

  - Maguhu (馬骨胡)
  - Matou ou Matouqin (馬頭琴)
  - Nanhu (龍頭南胡)
  - Nanyinerxian (南音二弦)
  - Naxihuqin (納西胡琴)
  - Sanhu (三胡)
  - Sihu (四胡)
  - Tuhu (土胡)
  - Xianghu (竹筒蛇皮)
  - Xiaodihu (小低音胡)
  - Yehu (椰胡)

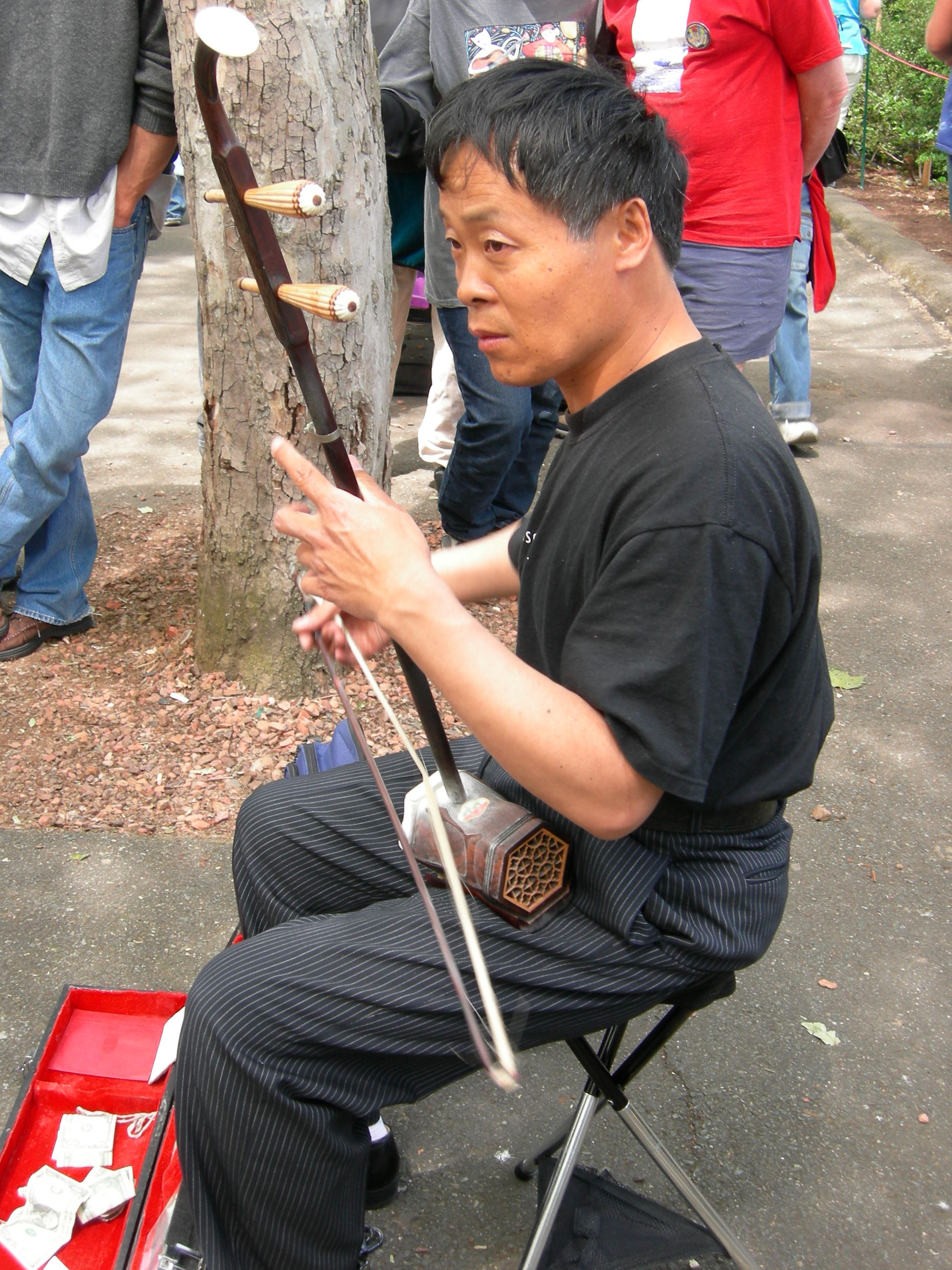
Joueur d'erhu

  - Zhongdihu (中低胡) ou Zhongdiyin (中低音胡)
  - Zhonghu (中胡)
  - Zhuihu (墜胡) zhuiqin (墜琴) ou zhuizixian ou Hongmu zhuihu (紅木墜琴)
- Duolangaijieke (多朗艾捷克)
- Genka (根卡)
- Hexian (和弦)
- Huluqin (葫蘆琴)
- Laruan (拉阮)
- Leiqin (雷琴)
- Niutuiqin (牛腿琴)
- Paqin (琶琴)
  - Dapaqin (大琶琴)
- Sataer (薩它爾)
- Tiqin (提琴)
- Xiqin (奚琴)
- Zhuqin (竹琴)

### Instruments à cordes pincées
- Dongbula (東不拉)
- Dutaer (都它爾)
- Dixianqin (獨弦琴)
- Gŭqín ou Qin (琴)
- Gŭzhēng (古筝)
- Kalong ()
- Konghou (箜篌)
- Kumuzi (庫木孜)
- Liuqin (柳琴)
- Meihuaruan (仿唐梅花阮)
- Oute (歐特)
- Pípá (琵琶)
- Qinqin (木制面板)
- Rewapu (熱瓦普)
- Ruan (阮)
- Sanxian (三弦)
- Se (瑟)
- Shuangqin (雙清)
- Sugudu (蘇古篤)
- Tanboer (彈撥爾)
- Tianqin (天琴)
- Yángqín (揚琴)
- Yueqin (月琴)
- Zhamunie (扎木捏)

### Instruments à percussion

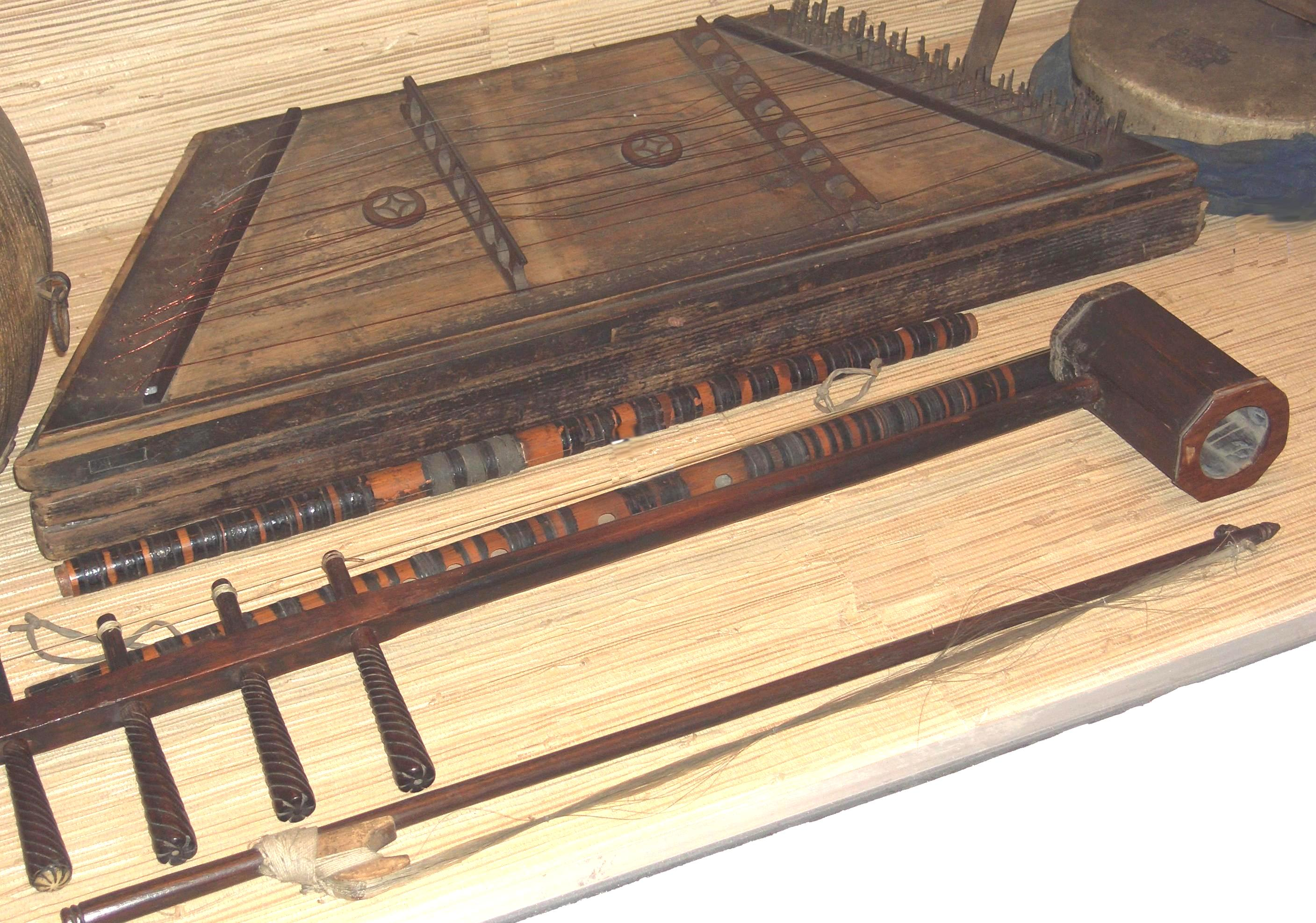
Un instrument à percussion.

- Bianqing (編磬)
- Bianzhong (編鐘)
- Fangxiang (方響)
- Guban (鼓板)
- Mokugyo ou Muyu (木魚)
- Paigu (排鼓)
- Shi mian luo (十面舟山鑼)
- Yangqin (揚琴)
- Yunluo (雲鑼)

## Musique contemporaine
La musique chinoise contemporaine se constitue au XXe siècle, avec l'apparition des premiers enregistrements sonores et l'avènement des vedettes de la musique, notamment à Shanghai, où le jazz fait son apparition dans les années 1930.
L'avènement de la République populaire de Chine en 1949 a profondément influencé la création musicale, particulièrement pendant la période de la révolution culturelle, dans les années 1970, où la musique fut vouée aux impératifs de propagande politiques. Les opéras révolutionnaires mis en scène durant cette période, ont, comme leur nom l'indique, opéré une fusion originale entre une tradition historique et les nouvelles orientations politiques. Cependant, c'est une œuvre d'inspiration plus traditionnelle, le concerto pour violon Les Amants papillons, qui reste la création la plus connue et la plus jouée de cette période.
La musique folklorique des différentes nationalités (minorités) chinoises se mêle également à la pop et l'on retrouve parmi les grands succès, des chanteuses comme Han Hong (韓紅), de nationalité tibétaine, ou Tang Geer (腾格尔) de nationalité mongole interprétant dans la langue nationale des airs traditionnels ou d'inspiration traditionnelle.
Après la mort de Mao Zedong en 1976 et la politique d'ouverture opérée par Deng Xiaoping, la Chine s'ouvre librement aux influences occidentales, la musique prend rapidement le pas et l'on voit les premiers groupes de rock chinois, puis de punk apparaître, avec en figure de proue Cui Jian.
Dans le monde chinois, en dehors de la République populaire, notamment à Hong Kong (C-pop) et Taïwan (T-pop), d'autres stars pop apparaissent dès les années 1960, ou plus tard dans les années 2010, comme la chanteuse Wang Fei ou Zhou Jielun (Jay Chou), participant à des concerts et spectacles sur le continent. De la même façon des artistes du continents comme Jackie Chan se retrouvent dans les spectacles des régions d'administration spéciales.
En 2014, la chanson Xiao Pingguo (小苹果, xiǎo píngguǒ, « Petite pomme ») des Kuaizi Xiongdi (筷子兄弟, « frères baguettes »), Xiao Yang et Wang Taili (en), dont le clip parodie la tendance des jeunes filles asiatiques d'aller faire de la chirurgie esthétique en Corée du Sud, connaît un certain succès et devient omniprésente dans les danses du pays, notamment chez les dames âgées qui dansent sur les grandes places des villes du pays pour conserver la forme. La vidéo est lue des dizaines de millions de fois sur les différents sites de vidéo en ligne. Les policiers et militaires l’interprètent également dans leurs exercices de santé.
À la fin des années 2010, d'autres genres — Mandopop, C-pop, T-pop mais aussi techno et dub — se popularisent, incarnés par l'artiste Wang Lei. Par ailleurs, certains interprètes chinois de musique classique occidentale commencent à imposer leurs noms.

### Sources
- Amar Nathanel, Scream for Life. L'invention d'une contre-culture punk en Chine populaire, Rennes, Presses Universitaires de Rennes, 2022
- Capdeville-Zeng Catherine, Rites et rock à Pékin. Tradition et modernité de la musique rock dans la société chinoise, Paris, Les Indes savantes, 2001
- Cook Scott, Yue ji-Record of Music: Introduction, Translation, Notes, and Commentary, “Asian Music”, 26/2, 1995, pp. 1–99
- DeWoskin Kenneth, A Song for One or Two. Music and the Concept of Art in Early China, Ann Arbour, Center for Chinese Studies-The University of Michigan, 1982
- During Jean et Sabine Trebinjac, Introduction à l'étude de la musique ouïgoure, Bloomington, Indiana University Research Institute for Inner Asian Studies, 1991
- Falkenhausen Lothar Von, Suspended Music: Chime-Bells in the Culture of Bronze Age China, Berkeley, University of California Press, 1992
- Georges Goormaghtigh, Sur les sept cordes qui frémissent... À propos de la cithare des lettrées chinois, in Françoise Lauwaert (sous dir.), Les trois rêves du mandarin, Bruxelles, Fonds Mercator, 2009, pp. 150–161
- Goormaghtigh Georges, L'Art du qin. Deux textes d'esthétique musicale chinoise, Institut Belge des Hautes Études Chinoises, Bruxelles, 1990
- Goormaghtigh Georges, Le sens de la mélodie et la métamorphose, remarques sur la transmission de l'art du qin, in Nguyen Tri Christine, Catherine Despeux (éds), Education et instruction en Chine. 3. Aux marges de l'orthodoxie, Paris-Louvain, Editions Peeters-Centre d’études chinoises, 2004, pp. 145–170
- Goormaghtigh Georges, Note sur le jeu du qin, “Cahiers de musiques traditionnelles”, 14 (2001), pp. 69–78
- Goormaghtigh Georges, Propos de quatre auteurs chinois sur le qin, “Cahiers de musiques traditionnelles”, 11 (1998), pp. 163–173
- Goormaghtigh Georges,Le chant du pêcheur ivre. Écrits sur la musique des lettrés chinois. Éditions Infolio, En Crauzas, Gollion, 2010
- Granet Marcel, Danses et légendes de la Chine ancienne, Paris, Félix Alcan, 1926
- Gulik Robert Hans van, The Lore of the Chinese Lute: An Essay in the Ideology of the Ch’in, Tokyo, Sophia University, 1940
- Jones Andrew F., Like a Knife. Ideology and Genre in Contemporary Chinese Popular Music, New York, Cornell University, 1992
- Jones Andrew F., Yellow Music, Media Culture and Colonial Modernity in the Chinese Jazz Age, Durham, Duke University Press, 2001
- Jones Andrew F., Circuit Listening. Chinese Popular Music in the Global 1960s, Minneapolis, University of Minnesota Press, 2020
- Jones Stephen, Ritual and Music of North China. Shawm Bands in Shanxi, Aldershot, Ashgate, 2007 (+dvd)
- Jones Stephen, Ritual and Music of North China: Shaanbei, Aldershot, Ashgate, 2009 (+dvd)
- Jones Stephen, Plucking the winds: lives of village musicians in old and new China, Leyde, CHIME Foundation, 2004
- Lenoir Yves et Nicolas Standaert (éds), Les danses rituelles chinoises d'après Joseph-Marie Amiot : Aux sources de l'ethnochorégraphie, Namur, Editions Lessius-Presses universitaires de Namur, 2005
- Liang Mingyue, Music of the Billion. An Introduction to Chinese Musical Culture, New York, Heinrichshofen Edition, 1985
- Lindorff Joyce, Missionaries, Keyboards and Musical Exchange in the Ming and Qing Courts, “Early Music”, 32/3, 2004, pp. 403–414
- Picard François, La musique chinoise, Paris, Minerve, 1991
- Picard François, Lexique des musiques d’Asie orientale (Chine, Corée, Japon, Viêt Nam), avec la collaboration de Henri Lecomte, Pierre Perrier, Jean-François Lagrost & Aïmé Konuma, Lê Ylinh, Paris, Librairie You-Feng, 2006
- Picard François, Music (17th and 18th centuries), in Nicolas Standaert (ed.), Handbook of Oriental Studies. Handbook of Christianity in China (vol. 1), Leyde, E.J. Brill, 2001, pp. 851–860
- Provine Robert C., Tokumaru Yosihiko, and J. Lawrence Witzleben (eds.), The Garland Encyclopedia of World Music. Vol. 7, East Asia: China, Japan, and Korea, New York, Routledge, 2002
- Rault-Leyrat Lucie, La Cithare chinoise zheng. Un vol d’oies sauvages sur les cordes de soie, Paris, Le Léopard d’or, 1987
- Rault-Leyrat Lucie, Musiques de la tradition chinoise, Paris-Arles, Cité de la musique/Actes Sud, 2000 (+ cd)
- Rees Helen (ed.), Lives in Chinese Music, Champain, University of Illinois Press, 2008
- Sestili Daniele, Musica e tradizione in Asia orientale. Gli scenari contemporanei di Cina, Corea e Giappone, Rome, Squilibri, 2010 (Musique et tradition en Asie orientale. Les scènes contemporaines de Chine, Corée et Japon), avec CD encarté.
- Stock Jonathan, East Asia/China, Taiwan, Singapore, Overseas Chinese, in Jeff Todd Titon (ed.), Worlds of Music: An Introduction to the Music of the World´s Peoples, 5th ed.,
- Stock Jonathan, Huju: Traditional Opera in Modern Shanghai, Oxford, Oxford University Press, 2003
- Stock Jonathan, Musical creativity in twentieth-century China: Abing, his music, and its changing meanings, Rochester, University of Rochester Press, 1996
- Thrasher Alan R., Chinese Musical Instruments, Hong Kong, Oxford University Press, 2000
- Thrasher Alan R., Sizhu Instrumental Music of South China: Ethos, Theory and Practice, Koninklijke Brill NV, Leiden, 2008
- Trebinjac Sabine, Le Pouvoir en chantant, I. L'art de fabriquer une musique chinoise, Nanterre, Société d’ethnologie, 2000
- Trebinjac Sabine, Le Pouvoir en chantant, II. Une affaire d'État... impériale, Nanterre, Société d’ethnologie, 2008
- Tsao Pen-yeh (ed.), Tradition and Change in the Performance of Chinese Music, Amsterdam, Harwood Academic, 1998
- Wang Kefen, Histoire de la danse chinoise, Beijing, Éditions en langues étrangères, 1988
- Witzleben Lawrence, “Silk and Bamboo” Music in Shanghai. The Jiangnan Sizhu Instrumental Ensemble Tradition, Kent (Ohio), et Londres (Angleterre), The Kent State University Press